# Physonectae
Sous-ordre
Le sous-ordre Physonectae (les physonectaires), est un des trois sous-ordres des siphonophores.

## Caractéristiques
Un physonectaire n'est pas un animal unique mais une colonie de plusieurs organismes, chacun très spécialisé, nommé zooïde. Ce qui le caractérise par rapport aux deux autres sous-ordres des siphonophores est la présence à la fois d'un nectosome et d'un pneumatophore, en plus du siphosome (commun à tous les siphonophores).

## Liste des familles
Le sous-ordre Physonectae possède sept familles valides selon World Register of Marine Species (7 juin 2016) :
- famille Agalmatidae Brandt, 1834
- famille Apolemiidae Huxley, 1859
- famille Cordagalmatidae Pugh, 2016
- famille Erennidae Pugh, 2001
- famille Forskaliidae Haeckel, 1888
- famille Physophoridae Eschscholtz, 1829
- famille Pyrostephidae Moser, 1925
- famille Resomiidae Pugh, 2006
- famille Rhodaliidae Haeckel, 1888
- famille Stephanomiidae Huxley, 1859

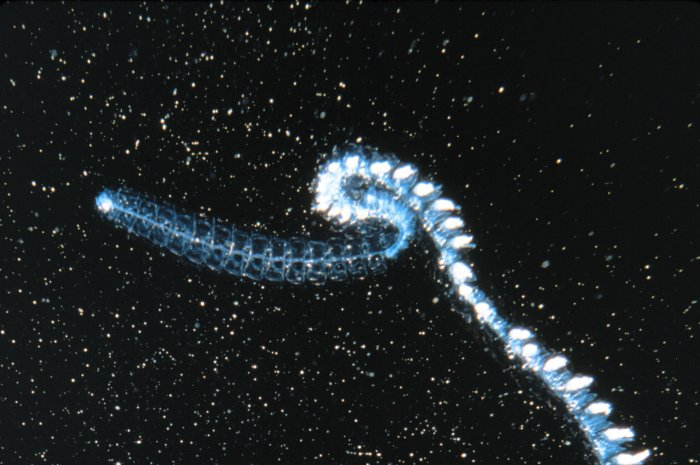
Nanomia cara (Agalmatidae)
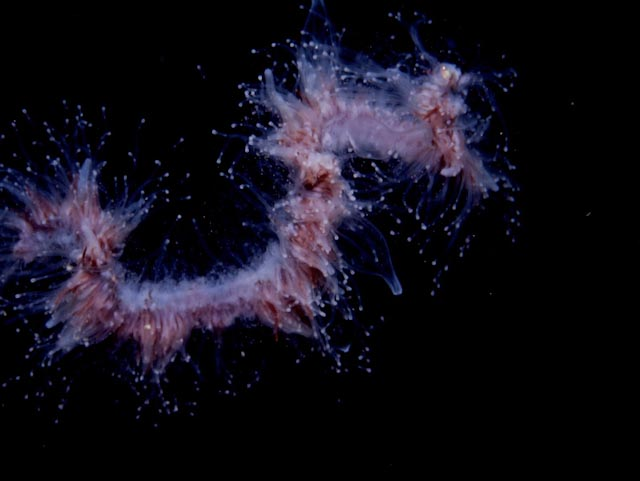
Apolemia uvaria (Apolemiidae)
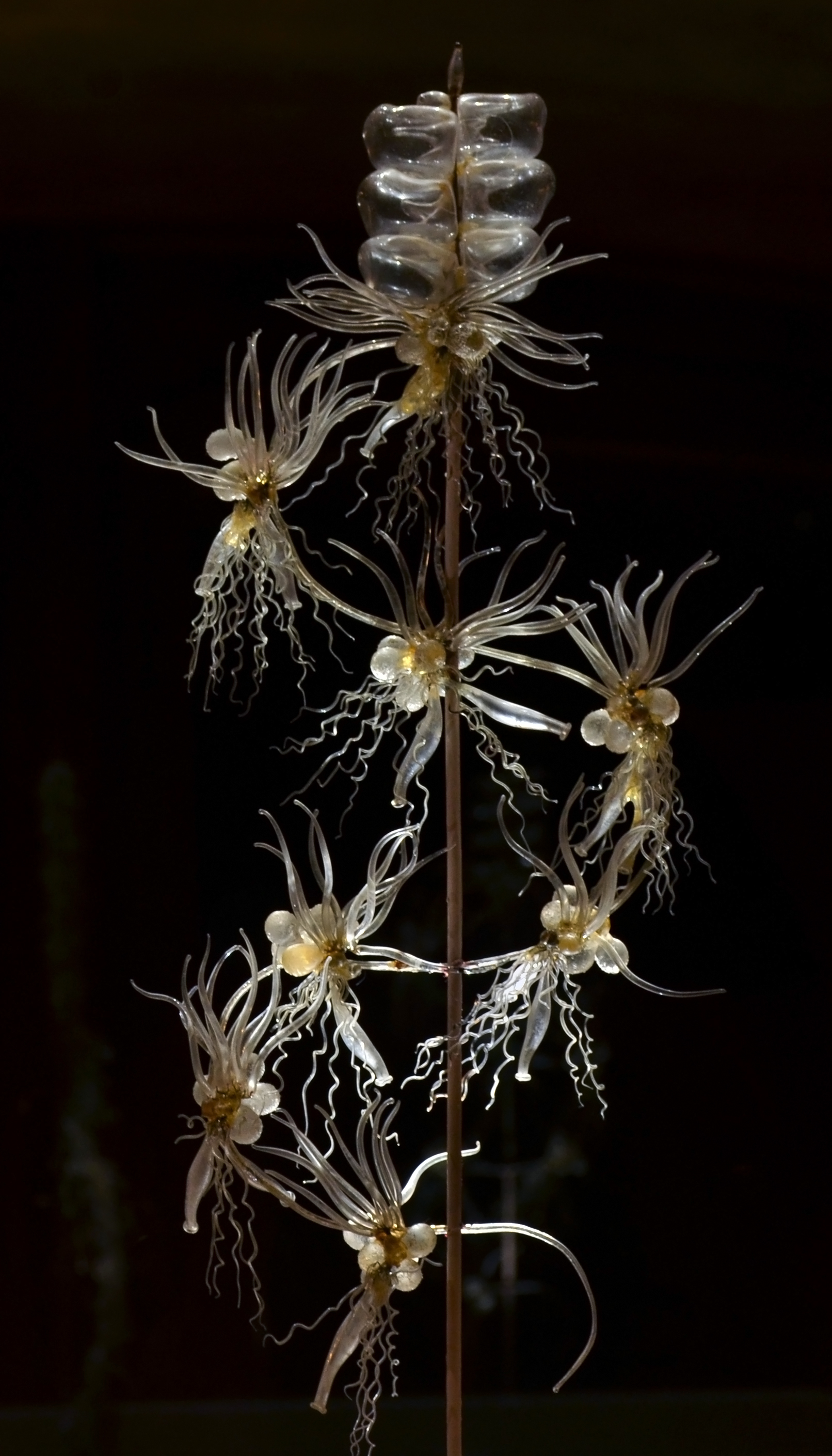
Forskalia contorta (Forskaliidae)
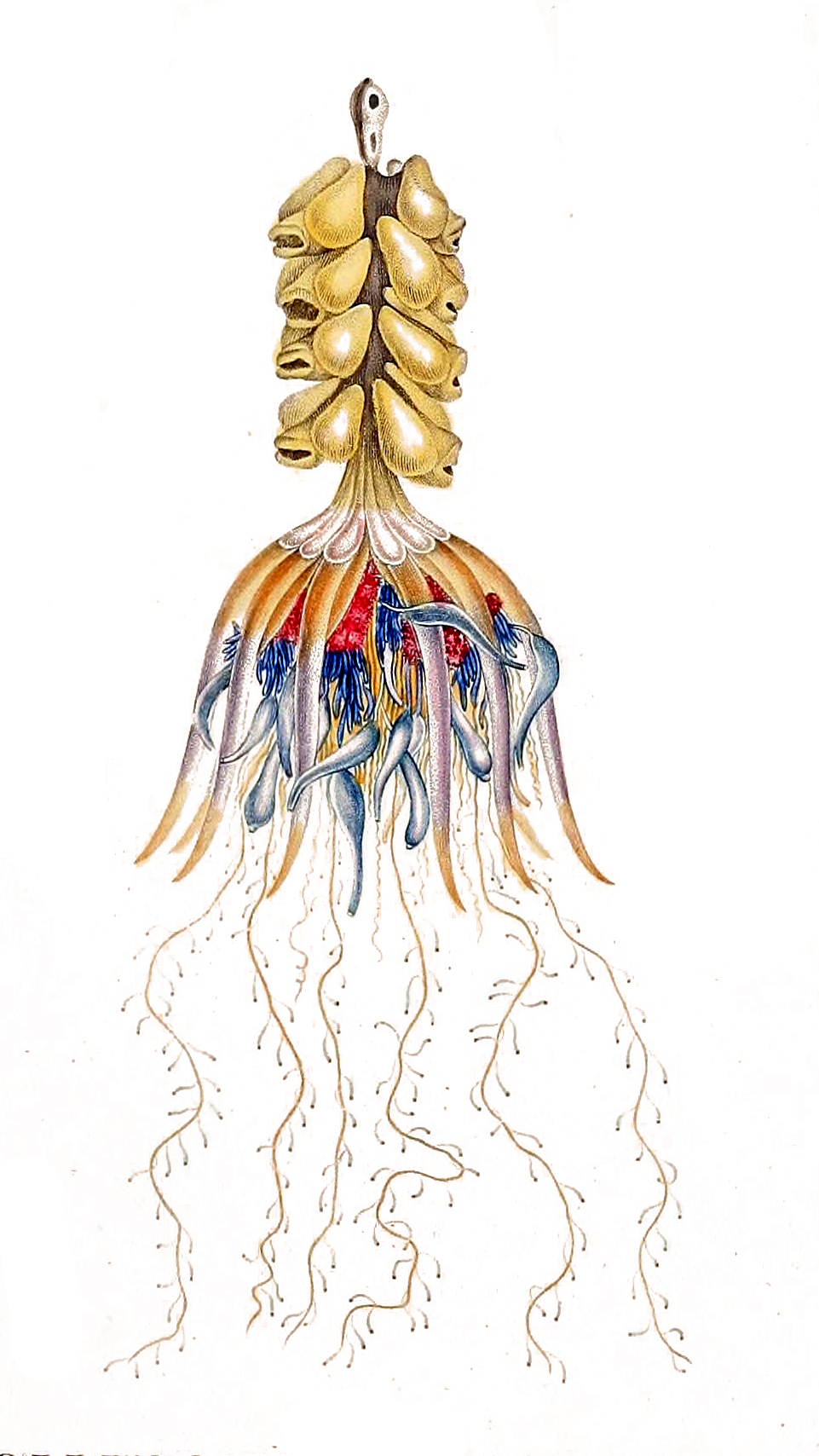
Physophora sp. (Physophoridae)
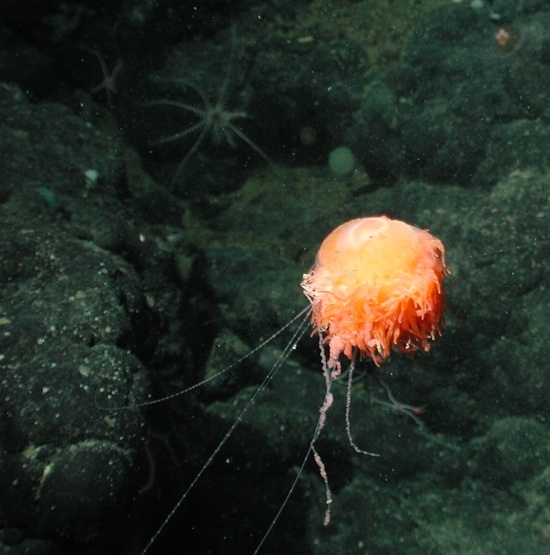
Dromalia alexandri  (Rhodaliidae)
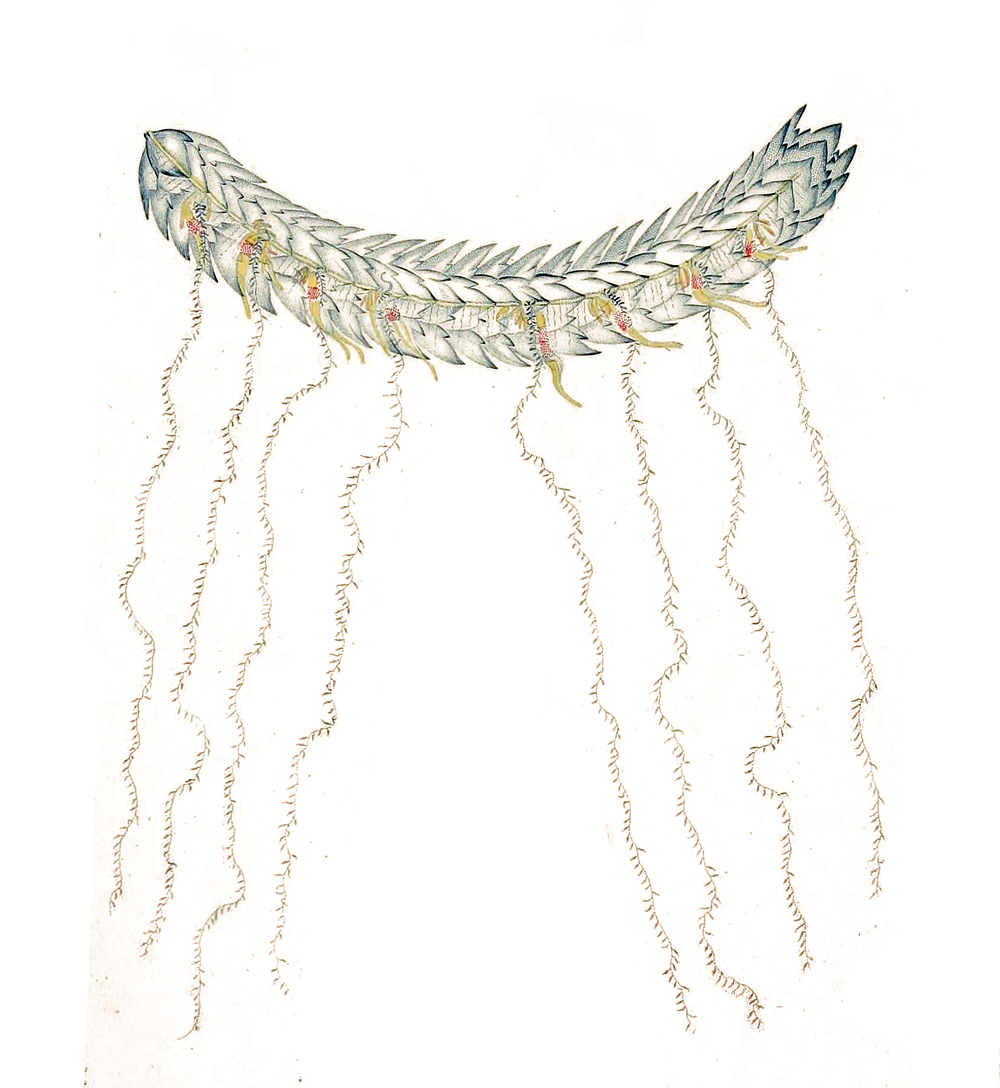
Stephanomia imbricata (Stephanomiidae)